# Tuberaria plantaginea
Tuberaria plantaginea är en solvändeväxtart som först beskrevs av Carl Ludwig von Willdenow, och fick sitt nu gällande namn av M.J. Gallego Cidoncha. Tuberaria plantaginea ingår i släktet fläcksolvändor, och familjen solvändeväxter. Inga underarter finns listade i Catalogue of Life.